# Liste der Mitglieder der American Academy of Arts and Sciences/1849
Im Jahr 1849 wählte die American Academy of Arts and Sciences 31 Personen zu ihren Mitgliedern.

## Neugewählte Mitglieder
- Charles Baker Adams (1814–1853)
- Gabriel Andral (1797–1876)
- Karl Ernst von Baer (1792–1876)
- Theodor Ludwig Wilhelm Bischoff (1807–1882)
- Robert Brown (1773–1858)
- Christian Leopold Buch (1774–1853)
- William Francis Channing (1820–1901)
- Henry Thomas de la Bèche (1796–1855)
- Jean Baptiste André Dumas (1800–1884)
- Christian Gottfried Ehrenberg (1795–1876)
- Jean Baptiste Armand Louis Léonce Élie de Beaumont (1798–1874)
- William Hemsley Emory (1811–1887)
- Johann Franz Encke (1791–1865)
- Benoît Fourneyron (1802–1867)
- Elias Magnus Fries (1794–1878)
- Wolcott Gibbs (1822–1908)
- Arnold Henri Guyot (1807–1884)
- Peter Andreas Hansen (1795–1874)
- Pierre Charles Alexandre Louis (1787–1872)
- Macedonio Melloni (1798–1854)
- Henri Milne-Edwards (1800–1885)
- Samuel Finley Breese Morse (1791–1872)
- Johannes Peter Müller (1801–1858)
- Hans Christian Oersted (1777–1851)
- Carl Ritter (1779–1859)
- Heinrich Rose (1795–1864)
- Theodor Ambrose Hubert Schwann (1810–1882)
- Charles Upham Shepard (1804–1886)
- Robert Stephenson (1803–1859)
- Friedrich Tiedemann (1781–1861)
- Robert Charles Winthrop (1809–1894)